# Eumecops
 Eumécops — рід жуків родини Довгоносики (Curculionidae).

## Зовнішній вигляд
Жуки цього роду мають середні розміри: 7.5-13 мм у довжину. Основні ознаки:
- головотрубки складає майже половину довжини передньоспинки, має опуклий лоб і серединний кіль, що розширений у своїй середній частині
- передньоспинка майже квадратна, із перетяжкою біля переднього краю; задній край її прямий або витягнутий біля середини
- передньогруди посередині із борозенкою, яка з блоків обмежена кілями або бугорцями
- надкрила в основі трохи ширші за передньоспинку або однієї з нею ширини, з прямою основою, помітними плечима; позаду них вона майже паралельно бічна; непарні проміжки між крапковими рядами в основній половині мають бугорцы із пучками волосків, що стирчать

Тотальний малюнок представника цього роду див., а фото — на.

## Спосіб життя
Не вивчений. Ймовірно, він типовий для Cleonini. Жуків знаходили в піщаному степу, на солончаках, на солодці (родина Бобові).

## Географічне поширення
Ареали усіх відомих видів цього роду тяжіють до східної частини півдня Палеарктики (див. нижче). Західна межа ареалу довгоносика Eumecops kittaryi проходить територією України.

## Класифікація
Рід описаний київським ентомологом та ботаніком Й.Х.Гохгутом, який працював садівником у  київському Ботанічному саді (нині Ботанічний сад імені академіка Олександра Фоміна). У цьому роді описано чотири види :
- Eumecops fascicutifer Reitter, 1895 — Східний Сибір, Далекий Схід, Монголія
- Eumecops kittaryi Hochhuth, 1851 — Південь України, Краснодарський край Росії, Киргизстан, Казахстан
- Eumecops spicatus Chevrolat, 1873 — «Сибір»
- Eumecops tuberculatus Gebler, 1830 — Казахстан, Західний Сибір